# Radio Republik Indonesia

Logo da RRI

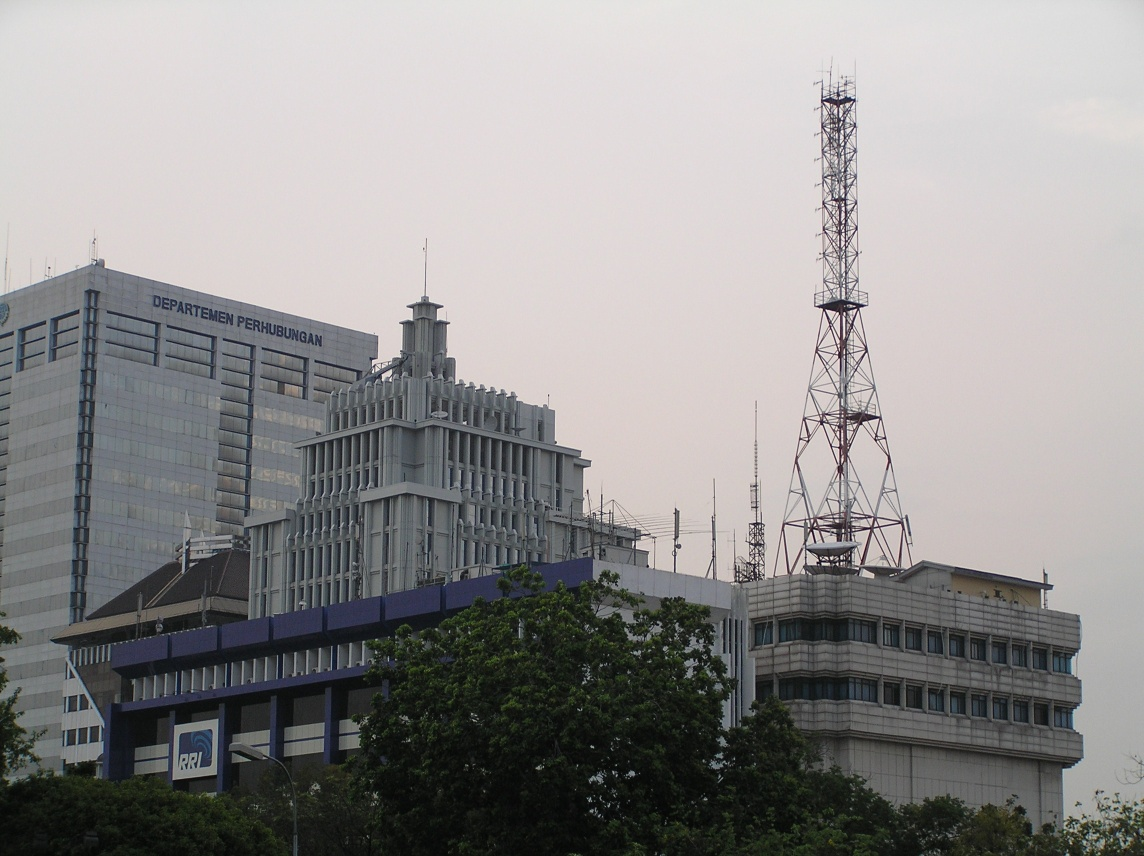
Sede da RRI em Jacarta

A Radio Republik Indonesia (RRI) é, ao mesmo tempo, o serviço público de radiodifusão na Indonésia e a estação de rádio estatal deste país. Esta rádio nacional é difundida em todo o arquipélago indonésio e no estrangeiro, sendo esta última transmitida por uma divisão do RRI: a Voz da Indonésia. A RRI foi fundada em 11 de setembro de 1945. Sua sede está localizada no centro de Jacarta. A RRI tinha 4 serviços: Pro 1 (rádio em geral), Pro 2 (entretenimento de música e rádio), Pro 3 (notícias de rádio nacional) e Pro 4 (rádio cultural). Seu slogan é "Sekali di udara, tetap di udara" ("uma vez no ar, sempre no ar"). 